# Paralaea discolor
Paralaea discolor là một loài bướm đêm trong họ Geometridae.